# Echobrain
Echobrain foi uma banda de rock norte-americana formada em 2000, por Brian Sagrafena, Dylan Donkin      e Jason Newsted, este ultimo, ex-baixista da banda de thrash/heavy metal Metallica.
Reuniram-se pela primeira vez na casa de Newsted, durante o Super Bowl de 1995. Em uma viagem para Baja, México, Sagrafena e Donkin gravaram algumas demos, que logo chamaram a atenção de Newsted, que se ofereceu para ajudar nas guitarras e na composição.
Em maio de 2000, entraram em um estúdio para gravar suas demos de modo profissional, com a ajuda de vários músicos, incluindo Newsted e seu colega do Metallica, Kirk Hammett e o ex-guitarrista do Faith No More, Jim Martin.

## Discografia
- Echobrain (2002)
- Strange Enjoyment (2002)
- Glean (2004)